# Jancsovics Ferenc
Jancsovics Ferenc (szlovákul František Jančovič; Privigye, 1873. – Pozsony, 1959.) filozófus, pedagógiai szakíró, gimnáziumi igazgazó, tanfelügyelő.

## Élete
Bölcsészeti tanulmányait Budapesten és Berlinben végezte. A csehszlovák államfordulat előtt filozófiai tanulmányokat publikált, majd pedagógiai szakíró lett. Írt egy pszichológia- és egy retorikatankönyvet is.
1922-ben a lévai nosztrifikációs vizsgákon a vizsgálóbizottság elnöke volt. 1923-ban a prágai Iskolaügyi és Nemzetművelődési Minisztérium, valamint a pozsonyi evangélikus egyház között megkötött szerződés kimondta a magyar és német tagozattal működő Pozsonyi Evangélikus Líceum államosítását. Az állami reálgimnázium magyar tagozatának igazgatójává a szlovák nemzetiségű Jancsovicsot nevezték ki. A pozsonyi iskolaügyi referátus 1925-től őt bízta meg a szlovákiai magyar középiskolákban a magyar nyelv és irodalom tanításának felügyeletével.
1933-tól a Comenius Egyetem magyar szemináriumában szuplensi minőségben ő tartotta szlovák nyelven a magyar szakos hallgatóknak az irodalmi előadásokat. 
Ő fordította magyarra Condillac Értekezés az érzetekről című művét. 1976-ban a mű újra megjelent Erdélyi Ágnes átdolgozásában.

## Művei
- 1903 Értesítés a leányoknak gimnáziumra való előkészítéséről Aradon. Arad. (tsz. Hunyady József).
- 1913 Étienne Bonnot de Condillac: Értekezés az érzetekről. (fordítás)
- 1916 Malebranche helye a filozófiai fejlődés folyamatában. Athenaeum
- 1924 Psichológia. Prága, Profesorské Nakladatelstvi a Knihkupectvi.
- 1925 Retorika - Csehszlovák köztársaság magyar tanításnyelvű középiskolái számára. Prága, Profesorské Nakladatelstvi a Knihkupectvi.